# Silveiros
Silveiros era una freguesia portuguesa del municipio de Barcelos, distrito de Braga.

## Historia
Fue suprimida el 28 de enero de 2013, en aplicación de una resolución de la Asamblea de la República portuguesa promulgada el 16 de enero de 2013 al unirse con la freguesia de Santa Eulália de Rio Covo, formando la nueva freguesia de Silveiros e Rio Covo (Santa Eulália).